# Makoto Mimura
Makoto Mimura (三村 真 Mimura Makoto?), född 30 mars 1989 i Hiroshima prefektur, är en japansk fotbollsspelare.
Mimura började sin karriär 2011 i Fagiano Okayama.